# 成海瑠奈
成海瑠奈（日语：／ Narumi Runa，1995年11月19日—）是日本的前女性聲優，廣島縣出身。引退前隸屬於星塵傳播。

## 人物
2017年1月開始是星塵傳播的聲優團體「SoundOrion」的一員。
2021年10月8日被爆料出軌長達3年之久，隨後經紀公司宣布因身體因素暫停近期活動。
2021年10月18日，Soundorion宣布成海瑠奈離開團隊。
2021年12月29日，經紀公司宣布成海瑠奈引退。

## 繼任
成海引退後，聲優接替作品如下。
- 三澤紗千香 — 《溫泉女孩》（仙石原三香沙）
- 加藤聖奈 — 《為美好的世界獻上祝福！Fantastic Days》（艾莉卡）
- 希水汐 — 《偶像大師 閃耀色彩》（三峰結華）（从2022年4月开始更新游戏数据）[9][10][11]
- 會澤紗彌 — 《Action對魔忍》（神無月空）

## 演出作品
※粗體字為主要角色。

### 電視動畫
2018年
- 人外的新娘（女學生、學生）

2019年
- 美妙射擊部（谷春菜[12]）

2020年
- 異種族風俗娘評鑑指南（萊咪）
- Rebirth（貓洞青、老師）
- 八十龜觀察日記 第2冊（廣島女子）
- ARGONAVIS from BanG Dream! ANIMATION（女高中生A）

2021年
- 八十龜觀察日記 第3冊（淵ちよる）
- 白金終局（蟹澤桃子）

### 遊戲
2017年
- 放置少女

2018年
- 偶像大師 閃耀色彩（三峰結華[13]）
- 泉極志 水上美少女溫泉記（湯檜曾加耶）

2019年
- 怪物彈珠（路易斯・卡羅、掘朔＆油切〈油切〉）

2020年
- 為美好的世界獻上祝福！Fantastic Days（艾莉卡）
- 蒼藍誓約（富蘭克林、平海）

### 廣播
- 偶像大師 閃耀色彩 振翅電台（2018年－2021年，主持人）

### 舞台
- 「舞台版庭球社〜和學姐相遇的時間〜」
- 七名塚子

### 外語配音
- 全力扣殺

### 其他
- LINE貼圖「偶像大師 閃耀色彩」（2019年，三峰結華）
- 溫泉女孩（仙石原三香沙）[14]

## 音樂CD

### 角色歌
| 發售日   | 商品名稱                                                            | 演唱名義 | 歌曲                                            | 備註                              |
| 2018年   | 2018年                                                              | 2018年   | 2018年                                          | 2018年                            |
| -------- | ------------------------------------------------------------------- | -------- | ----------------------------------------------- | --------------------------------- |
| 6月6日   | THE IDOLM@STER SHINY COLORS BRILLI@NT WING 01「Spread the Wings!!」 | 閃耀色彩 | 「Spread the Wings!!」 「Multicolored Sky」     | 遊戲《偶像大師 閃耀色彩》主題曲   |
| 8月1日   | THE IDOLM@STER SHINY COLORS BRILLI@NT WING 03                       | L'Antica | 「」 「幻惑SILHOUETTE」 「Spread the Wings!!」  | 遊戲《偶像大師 閃耀色彩》相關歌曲 |
| 12月19日 | THE IDOLM@STER SHINY COLORS SE@SONAL WINTER                         | 閃耀色彩 | 「SNOW FLAKES MEMORIES」 「Let's get a chance」 | 遊戲《偶像大師 閃耀色彩》相關歌曲 |

### 團體成員
1. 1 2   櫻木真乃（關根瞳）、風野燈織（近藤玲奈）、八宮繚（峯田茉優）、月岡戀鐘（礒部花凜）、三峰結華（成海瑠奈）、白瀨咲耶（八卷安奈）、田中摩美美（菅沼千紗）、幽谷霧子（結名美月）、桑山千雪（芝崎典子）、大崎甘奈（黑木穗乃香）、大崎甜花（前川涼子）、小宮果穗（河野日和）、西城樹里（永井真里子）、有栖川夏葉（涼本秋穗）、杜野凜世（丸岡和佳奈）、園田智代子（白石晴香）
2. ↑  月岡戀鐘（礒部花凜）、三峰結華（成海瑠奈）、白瀨咲耶（八卷安奈）、田中摩美美（菅沼千紗）、幽谷霧子（結名美月）

## 外部連結
- 事務所官方簡歷 （页面存档备份，存于）（日語）
- 成海瑠奈的X（前Twitter）（页面存档备份，存于）（日語）